# 大友よふ
大友 よふ（おおとも よふ、1904年8月31日 - 1988年6月28日）は日本の女性活動家、平和運動家、日本地婦連会長、北方領土返還要求運動連絡協議会（北連協）初代議長、日中友好協会全国本部副会長、岩沼市名誉市民。トルーカ名誉市民。

## 略歴
宮城県岩沼市生まれ。旧姓・高橋。同じ岩沼市出身で日本国憲法制定に尽力した日本社会党衆議院議員の菊地養之輔は従兄、世界医師会会長の武見太郎とも親戚関係にある。
大正11年、宮城県第二女子高等学校（現在の宮城県仙台二華中学校・高等学校）卒。会員600万人の全国最大の婦人団体組織全国地域婦人団体連絡協議会会長として国際的に活躍した。消費者保護や核兵器廃絶などに幅広く活動した。小説家を夢見たが、村長の父親の説得で断念、尋常高等小学校教員を経て、夫の転勤で埼玉県浦和市に移住した。昭和27年から埼玉県婦連会長。昭和37年、文部省派遣によりアメリカ、カナダ両国の婦人教育事情を視察。昭和39年、全地婦連主催のヨーロッパ民情視察団の一員としてイギリス、フランス、スイス、ベルギー、イタリアなどを訪問。
昭和53年、地婦連の初代会長、山高しげりの死去に伴い、二代目地婦連会長に就任。プロパンガスの安全性やカラーテレビの二重価格問題など身近な消費者問題に取り組む傍ら、核廃絶運動にも力を尽くした。1979年にニューヨークで開催された第一回国連軍縮特別総会（53年）に原水爆禁止2000万人著名簿を持参しクルト・ヴァルトハイム国連事務総長に手渡し、第二回同（57年）には3000万人の著名簿を携えデクエヤル国連事務総長に手渡した。NGO世界婦人会議（60年）には被爆国日本の代表として参加し平和をアピールした。昭和48年中日友好協会廖承志会長の招きにより日中友好婦人代表団副団長として訪中。以来、十回にわたって中国を訪れた。昭和53年から日中友好協会全国本部副会長として活動し日中友好に尽くした。1980年（昭和54年）には｢カンボジアの子供たちに食べ物を｣と難民政策に苦しむタイ国首相に一億円の小切手を手渡した。昭和55年にはメキシコ友好訪問、浦和市の姉妹都市トルーカ名誉市民となる。昭和62年に日中友好交流会議に出席、盧溝橋事件五十周年式典、日中交好正常化十五周年式典に参加。

## 著書
- 『新しき出発～私の戦後日記抄』（ドメス出版）

畑和埼玉県知事らが発起人となって、東京都新宿区の日本青年館でその出版記念会が開かれた。
- 『蘇る草の根運動-反核・平和を目指して』（労働旬報社）
- 『踏まれても蹴られても』

## ちふれ化粧品
- ちふれ化粧品の「ちふれ」は地婦連（全国地域婦人団体連絡協議会）に由来し販売された。

## 栄典
- 岩沼市名誉市民
- 藍綬褒章　-　1971年
- 勲五等宝冠章　-　1974年
- トルーカ名誉市民 - 1980年
- 勲三等宝冠章　-　1985年

## 関連人物
- クルト・ヴァルトハイム国連事務総長
- デクエヤル国連事務総長
- 廖承志 (中日友好協会会長)
- 山高しげり
- 田中里子
- 藤田たき（津田塾大学学長）
- 畑和（埼玉県知事）